# AMX 인터내셔널 AMX
AMX 인터내셔널 AMX(이탈리아어: AMX International AMX)는 이탈리아와 브라질이 합동개발한 지상공격기이다. AMX는 이탈리아 공군에서는 A-11 지블리로 명명되었고, 브라질 공군에서는 A-1로 명명되었다. 이탈리아 이름인 "지블리"는 리비아사막의 시로코에서 유래한 명칭이다. 
1970년대 초, 이탈리아의 제조사인 아에르마치는 MB-340으로 명명된 경공격기의 설계 연구를 수행했다. 1977년 초 이탈리아 공군은 근접항공지원 임무를 맡았던 기존의 에어리탈리아 G.91을 대체할 187대의 새로운 전투기를 주문했다. 1980년 브라질 정부는 아에르마치 MB-326을 대체하기 위해 이 계획에 참여할 것이라고 발표했다. 1981년 이탈리아와 브라질이 이 기종의 공동 개발을 위한 양해각서를 체결한 결과, 이탈리아와 브라질의 합작회사인 AMX 인터내셔널이 이 기종의 개발, 제조, 판매를 위해 설립되었다. AMX 인터내셔널 AMX은 1984년 5월 15일 시험 비행을 했고, 1989년 이탈리아와 브라질 양국에 도입되었다.

## 개발
1977년 초 이탈리아 공군은 근접항공지원 임무와 정찰 임무를 수행하던 기존의 에어리탈리아 G.91와 정찰 임무에 역시 사용되었던 록히드 RF-104G 스타파이터를 대체할 새로운 전투기 187대를 요구했다. 에어리탈리아(현 알레니아 항공)와 아에르마키는 계약을 위해 경쟁하는 대신 이 요구 사항에 대한 공동 제안서를 제출하기로 합의했다. 1970년대 초, 아에르마치는 MB-340이라는 이름으로 경공격기의 설계 연구를 수행했다. 1978년 4월, 합자기업에 대한 개발 작업이 공식적으로 시작되었다.
1980년 브라질 정부는 아에르마치 MB-326을 대체하기 위해 이 계획에 참여할 것이라고 발표했다. 1981년 7월, 이탈리아와 브라질 정부는 항공기에 대한 공동 요구사항에 합의했고, 엠브라에르는 산업 파트너십에 참여하도록 초대받았다. 각 생산 항공기에 대해 에어리탈리아는 46.5%의 부품(중앙 동체, 안정기 및 방향타)을 생산했고, 아에르마키는 22.8%(전면 동체 및 테일 콘)를 생산했으며, 엠브라에르는 29.7%(날개, 공기 흡입구, 주탑 및 낙하 탱크)를 생산했다, 작업의 중복은 없었고, 항공기의 각 구성 요소는 한 곳에서만 제작되었다. 계획된 요구 대수는 이탈리아 187대, 브라질 100대였다.
개발 초기 단계에서는 이 유형에 동력을 공급하기 위해 다양한 발전소와 엔진 구성이 연구되었다. 미국산 엔진의 사용은 항공기 전체의 수출 판매에 대한 잠재적인 제한을 피하기 위해 즉시 무시되었다. 조사된 엔진들 중에는 터보 유니온 RB199 (더 큰 파나비아 토네이도에 의해 사용됨), 롤스로이스 터보메카 아두르, 롤스로이스 바이퍼, 롤스로이스 스페이 엔진이 포함되었다. 1978년, 스페이 807 모델이 새로운 항공기에 동력을 공급하기 위해 선택되었다.
보고된 바에 따르면 새로운 항공기의 설계 과정에서 강조된 주요 기능은 접근성과 생존성이었다. AMX는 성능 저하 없이 온보드 시스템에서 단일 장애를 버텨낼 수 있어야 했고, 이를 위해 주요 시스템을 2배로 만들었고 중요한 시스템을 보호하였다. 조종석 장갑 사용이 고려되었지만, 관련되는 비용 때문에 궁극적으로 무시되었다. 프로젝트의 세부 기획 단계는 1980년 3월에 완료되었다.
시험 프로그램을 위해 총 7개의 비행 가능한 프로토타입이 제작되었으며, 3개는 에어리탈리아, 2개는 아에르마키, 2개는 엠브라에르가 제작했다. 최초의 시제품은 1984년 5월 15일 이탈리아에서 조립되어 첫 비행을 했다. 이 첫 번째 항공기는 사고로 다섯 번째 비행 중에 손실되었고, 그 결과 조종사의 죽음을 초래했다. 이 최초의 손실에도 불구하고, 시험 비행은 순조롭게 이어졌고 더 이상의 사고는 없었다. 1985년 10월 16일 브라질이 제작한 최초의 시제품이 첫 비행을 했다. 1988년 5월 11일 첫 양산형 항공기가 첫 비행을 했다. 1988년 이탈리아에 생산용 항공기가 인도되기 시작했고, 1989년에 첫 양산형 비행기가 브라질 공군에 인도되었다. 1990년 3월 14일에는 2인승 AMX 비행기가 첫 시험비행에 들어갔다.

## 설계
AMX는 전통적인 단엽기이다. 동체는 주로 알루미늄으로 구성되며 전통적인 공법을 사용하여 제조되지만 수직안정판과 승강키와 같은 요소는 탄소 섬유 복합 재료를 사용한다.

## 같이 보기
- BAE 호크